# Dubiecko (gmina)
Dubiecko – gmina miejsko-wiejska w województwie podkarpackim, w powiecie przemyskim. Siedzibą gminy jest miasto Dubiecko.
W latach 1975–1998 gmina położona była w województwie przemyskim.
Nadanie 1 stycznia 2021 praw miejskich Dubiecku, zmieniło typ gminy z wiejskiej na miejsko-wiejską.

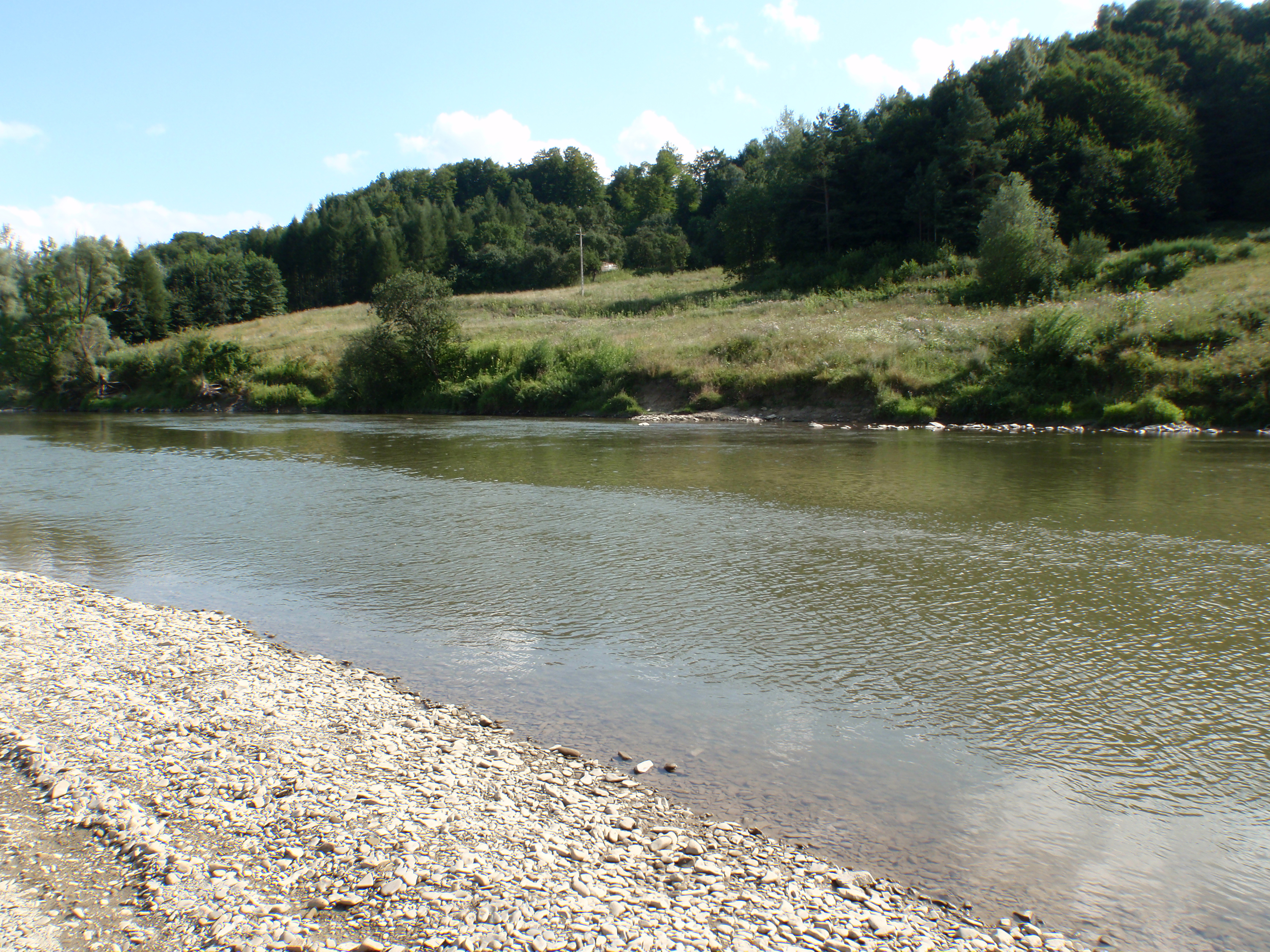

Według danych z 30 czerwca 2004 gminę zamieszkiwało 9521 osób. Natomiast według danych z 31 grudnia gminę zamieszkiwało 9277 osób.

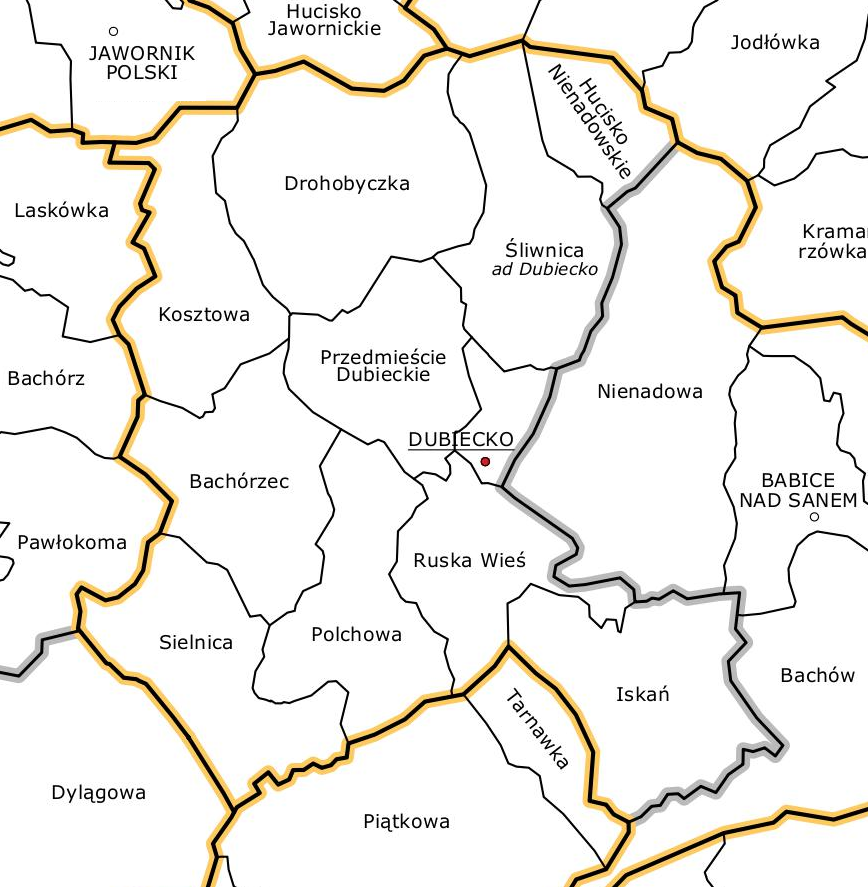
Gmina Dubiecko w 1934 roku

## Struktura powierzchni
Według danych z roku 2002 gmina Dubiecko ma obszar 154,26 km², w tym:
- użytki rolne: 48%
- użytki leśne: 40%

Gmina stanowi 12,71% powierzchni powiatu.

## Demografia

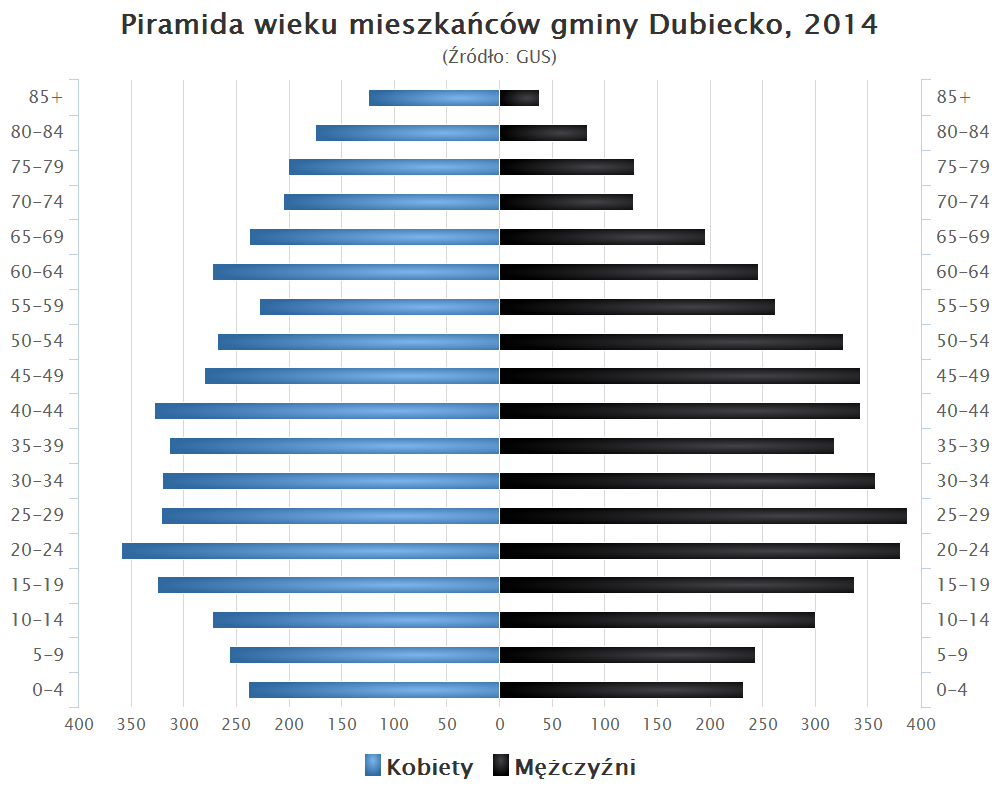
Piramida wieku mieszkańców gminy Dubiecko w 2014 roku

Dane z 31 grudnia 2017 roku.
| Opis                              | Ogółem | Ogółem | Kobiety | Kobiety | Mężczyźni | Mężczyźni |
| --------------------------------- | ------ | ------ | ------- | ------- | --------- | --------- |
| jednostka                         | osób   | %      | osób    | %       | osób      | %         |
| populacja                         | 9 277  | 100    | 4703    | 50,7    | 4574      | 49,3      |
| gęstość zaludnienia (mieszk./km²) | 60     | 60     | 31      | 31      | 29        | 29        |

## Ochrona przyrody
Na terenie gminy zlokalizowanych jest obszarowych i indywidualnych form ochrony przyrody, skupionych przede wszystkim w jej południowe i centralnej części, jednak cały jej teren podlega reżimowi ochrony przynajmniej jednego obszaru chronionego. Południowa część gminy leży w Parku Krajobrazowego Pogórza Przemyskiego oraz na obszarze Natura 2000 – ostoi ptasiej „Pogórze Przemyskie”, a część północna w Przemysko-Dynowski Obszarze Chronionego Krajobrazu. Przepływający przez centralną część gminy San obejmuje ostoja siedliskowa Natura 2000 "Rzeka San". W gminie znajdują się dwa rezerwaty przyrody Kozigarb i Broduszurki oraz 81 pomników przyrody.

## Sołectwa
Bachórzec, Drohobyczka, Dubiecko, Hucisko Nienadowskie, Iskań, Kosztowa, Łączki, Nienadowa, Piątkowa, Przedmieście Dubieckie, Sielnica, Słonne, Śliwnica, Tarnawka, Winne-Podbukowina, Wybrzeże, Załazek.
Miejscowość bez statusu sołectwa: Dział.

## Sąsiednie gminy
Bircza, Dynów, Jawornik Polski, Kańczuga, Krzywcza, Pruchnik